# Черноголовая муния
Черноголовая муния, или чернобрюхая муния, или трёхцветная муния (лат. Lonchura malacca) — птица семейства вьюрковых ткачиков отряда воробьинообразных.

## Внешний вид
Тело плотное, хвост короткий. Длина тела 11,5 см Окраска спины, боков и крыльев охристо-бурая, грудь, шея и верх головы чёрные. Нижняя часть тела белого цвета с чёрными пятнами. Клюв толстый конусовидный, серый с голубым оттенком. Ноги серые. Самцы и самки по окраске неразличимы.

## Распространение
Обитают в Южной Азии: в южной Индии и на острове Шри-Ланка.

## Образ жизни
Населяют заросли тростника и других прибрежных растений, высокую траву, иногда густые лесные заросли. В культурном ландшафте нередко живут среди посадок сахарного тростника и риса. Иногда встречаются в горах до высоты 1600 м над уровнем моря. Питаются семенами дикорастущих трав и риса. Рисовым полям могут приносить значительный ущерб, съедая часть урожая. Песня очень своеобразная, первая половина её состоит из тонов ультразвукового диапазона, не воспринимаемых человеческим ухом, но хорошо различаемых птицами. Наблюдая за муниями, можно видеть, как самец, нахохлившись и открывая клюв, тужится, издавая неслышные звуки. Вторая часть песни состоит из нескольких свистов и заканчивается коротким жужжанием.

## Размножение
Период гнездования сильно растянут и зависит от времени созревания кормовых растений. Яйца и птенцов в гнёздах находили в течение года. Гнездятся отдельными парами. Гнёзда обычно строят невысоко над землёй, в зарослях густой травы, бамбука, сахарного тростника или в кустах. Сооружаются они из стеблей и листьев различных трав и тростника. В строительстве принимают участие обе птицы, но самочка выстилает лоток. В кладке 4-8 белых яиц, которые в равной степени насиживают самец и самка. Насиживание длится 12-14 дней. У птенцов розовая кожа, на голове и спине пух. Спустя 3 недели молодые покидают гнездо, а ещё через 2 недели полностью переходят на самостоятельное кормление.

## Содержание
В Европу черноголовых муний стали завозить ещё в конце 60-х годов XIX века. Эти птицы быстро акклиматизируются, просты в содержании.